# Ronieli Gomes dos Santos
Ronieli Gomes dos Santos (nacido el 25 de abril de 1991) es un futbolista brasileño que se desempeña como delantero.
Jugó para clubes como el São Paulo, Karşıyaka, Sagan Tosu, Chapecoense, Bragantino, Adanaspor, Mogi Mirim y Villa Nova.

## Trayectoria

### Clubes
| Club             | País          | Año         |
| ---------------- | ------------- | ----------- |
| São Paulo        | Brasil        | 2008 - 2015 |
| Karşıyaka        | Turquía       | 2010 - 2011 |
| Gyeongnam FC     | Corea del Sur | 2011 - 2012 |
| Sagan Tosu       | Japón         | 2013        |
| Chapecoense      | Brasil        | 2014        |
| XV de Piracicaba | Brasil        | 2015        |
| Bragantino       | Brasil        | 2015        |
| Adanaspor        | Turquía       | 2015        |
| Mogi Mirim       | Brasil        | 2016 - 2017 |
| Villa Nova       | Brasil        | 2017        |
| Luverdense       | Brasil        | 2017        |
| Água Santa       | Brasil        | 2018        |